# Торгівля дітьми
Торгі́вля дітьми́ — будь-який акт або угода, внаслідок яких дитина передається будь-якою особою або будь-якою групою осіб іншій особі або групі осіб за винагороду або інше відшкодування.
2018 року Facebook звинуватили у нездатності протидіяти аукціону з продажу неповнолітньої дівчини, який відбувся в першій половині листопада. Організація із захисту прав дітей Plan International пише, що аукціон відбувся безпосередньо через Facebook. Джерела CNN стверджують, що сам аукціон пройшов поза соцмережею, а засоби Facebook лише допомогли поширити інформацію про нього.